# 亞略巴古的丟尼修
亞略巴古的丟尼修，又譯為亞略巴古的狄奧尼修斯、阿勒約帕哥的官員狄約尼削、大法官狄奧尼修斯，約生活於西元一世紀的雅典人，為亞略巴古城的法官，因為使徒保羅的亞略巴古講道，而成為基督徒。他後來被教會推崇為雅典的主保聖人。
在歐洲中古世紀，流行數本神秘主義著作，署名亞略巴古的丟尼修，被推崇是他的作品。但經過考證，這些著作是來自於6世紀，而這些著作的作者，被後世稱為偽亞略巴古的丟尼修。